# NHK 도요하시 지국
NHK 도요하시 지국(豐橋 支局)은 NHK 나고야 방송국의 지국이다.
예전에는 NHK 도요하시 방송국으로 라디오 제1방송만 지역뉴스를 방송하고 있었다.

## 채널·주파수
- 종합 텔레비전 29ch(방송구역은 도요하시시, 도요카와시와 그 주변부)
- 교육 텔레비전 24ch
- 라디오 제1방송 1161kHz (구JOCQ→현재는 호출 부호 없음)
- 라디오 제2방송 1359kHz (구JOCZ→현재는 호출 부호 없음)
- FM 방송 85.3MHz

텔레비전 방송 및 FM라디오 방송은 나고야 방송국의 전파를 재전송하는 역할만 했기 때문에 콜사인은 AM라디오 방송국 밖에 없었으며 덧붙여 콜사인은 모두 폐지되어 있다.